# Liphistius ochraceus
Liphistius ochraceus ONO & SCHWENDINGER, 1990 è un ragno appartenente al genere Liphistius della famiglia Liphistiidae.
Il nome del genere deriva dalla radice prefissoide greca λιπ-, lip-, abbreviazione di λιπαρός, liparòs cioè unto, grasso, e dal sostantivo greco ἱστίον, istìon, cioè telo, velo, ad indicare la struttura della tela che costruisce intorno all'apertura del cunicolo.
Il nome proprio deriva dal latino ochraceus, di colore ocra, ad indicare la colorazione marrone scuro degli esemplari.

## Caratteristiche
Ragno primitivo appartenente al sottordine Mesothelae: non possiede ghiandole velenifere, ma i suoi cheliceri possono infliggere morsi piuttosto dolorosi
Questa specie è simile a L. bristowei, L. yamasakii, diffuse nella Thailandia settentrionale: sono tutti di colore scuro ed hanno ampi poreplates (aree dei genitali femminili interni coperte da una zona priva di pori) con margini anteriori e laterali inspessiti; questa specie si distingue dalle altre due nella forma della sua spermateca e nel suo stretto gambo posteriore.
Il bodylenght (lunghezza del corpo senza le zampe), esclusi anche i cheliceri, è di 11 millimetri nei maschi. Il cefalotorace è più lungo che largo, circa 5 x 4,3 millimetri. I cheliceri hanno 11-12 denti al margine anteriore delle zanne. L'opistosoma è anch'esso più lungo che largo nei maschi, circa 6,4 x 5 millimetri.

## Habitat
Questi ragni sono stati principalmente rinvenuti in ambiente di foresta pluviale.

## Colorazione
Nelle femmine il carapace è marrone chiaro, con il margine anteriore scuro; i cheliceri bruno rossastri, le zampe e i pedipalpi sono bruno-giallognoli. L'opistosoma è beige con chiazze marroni; i tergiti sono marrone scuri.

## Distribuzione
Rinvenuta nel Parco Nazionale di Phu Rua, nella provincia thailandese di Loei e nella località di Phu Hin Rongkla, nella provincia thailandese di Phitsanulok.